# アレクサンダー・ハミルトン合衆国税関
座標: 北緯40度42分15秒 西経74度00分50秒 / 北緯40.704294度 西経74.013773度
アレクサンダー・ハミルトン合衆国税関 (Alexander Hamilton U.S. Custom House) は、1902–1907年に連邦政府によってニューヨーク港の関税徴収業務のために建設されたニューヨーク市にある建物である。元々は合衆国税関 (U.S. Custom House) と呼ばれていた。マンハッタン島のほぼ最南端のボウリング・グリーン1番地に位置しており、すぐ南はバッテリー・パークである。現在はこの建物は国立アメリカ・インディアン博物館のニューヨーク分館およびニューヨーク州南部管区の破産（審査）裁判所 (Bankruptcy Court) として使われている。2012年からはニューヨーク市のアメリカ国立公文書記録管理局もこの建物を使用している。

## 建築
ミネソタ州出身のキャス・ギルバートによって設計され、彼は後にこの建物の階段からも見えるウールワースビルの設計も手がけている。ギルバートを設計に抜擢したことは当時議論を呼んでいる。1893年まで連邦政府の業務ビルはアメリカ合衆国財務省建築監督室の政府の建築家が設計していたが1893年のターズニー法成立により建築監督室はコンペを行った上で私設の建築家を雇えるようになった。建築監督のジェームズ・ノックス・テイラーはギルバートを選出した。ギルバートとテイラーは以前にセントポールのGilbert & Taylor建築事務所でパートナーを組んでいた仲であったため、これはスキャンダルとなりこの法律は1913年に破棄されることとなった。
この建物は1902年から1907年の間に建設された。ボザール様式の傑作の一つであり、税関手続きは斬新なローマ式のドームの下で行われた。建築と技術と芸術を統合し、ボザール様式と都市美観計画の原理を組み合わせるというコンセプトの下で設計された。当時名の知れていたダニエル・チェスター・フレンチ、ルイス・セント＝ゴードンおよびアルバート・イェーガーといった芸術家たちによる豪華な彫刻、絵画、そして装飾に加えて優美なファサード、二階建ての高さの玄関ポーチコ、ファサードと平行するメインホールのロタンダ、そしてコレクターのレセプション・ルームなどを備えている。
彫刻はこのコンセプトにとって非常に重要な要素だったので、各肖像は独立したグループと契約された。正面玄関を飾る大陸 (The Continents) または四大陸 (Four Continents) 、すなわちアジアアメリカヨーロッパそしてアフリカ、という作品はフレンチそしてパートナーとしてアドルフ・ウェインマンと契約がなされた。メインコーニスの上には偉大な航海国家（フェニキア人の後継者とみたてたアメリカの航海貿易）を表現した立像が置かれている。世界恐慌さなかの1936年には公共事業促進局はメインロタンダの壁画の製作をレギナルド・マーシュに委託した。
この建物はフォート・アムステルダムの跡地に建っている。これはオランダ西インド会社がハドソン・バレーにおける彼らの業務を防御するため構築した要塞であった。この要塞はニューアムステルダムへの、そして後にニューヨーク市への植民の中心地であった。

## 歴史的保存
この建物は内装・外装ともにアメリカ合衆国国家歴史登録財に登録されている。また1987年と最も初期にニューヨーク市歴史建造物に登録された建物の一つである。これは上院議員のダニエル・パトリック・モイニハンの尽力によるところが大きく、彼は1979年にこの建物の解体を撤回させ建物の大規模な改修を行った。
この建物の建つ場所は1976年にアメリカ合衆国国定歴史建造物に指定されている。

## ギャラリー
- ダニエル・チェスター・フレンチによる"アジア"像
- ロタンダ
- バッテリー・パークから見た建物の側面

レギナルド・マーシュによるロタンダの壁画
- 船とニュース記者
- 船に乗り込む男
- 積み荷の車を降ろす